# دوسنهایم
دوسنهایم (به آلمانی: Dossenheim) یک شهر  در آلمان است که در راین-نکار-کرایس واقع شده‌است. دوسنهایم ۱۱٬۶۶۳ نفر جمعیت دارد.

## خواهرخوانده
شهر Le Grau-du-Roi خواهرخواندهٔ دوسنهایم هست.